# Paradise, znaczy raj
Paradise, znaczy raj (ang. Paradise, 1988–1990 oraz Guns of Paradise, 1991) – amerykański serial familijny przygodowo-westernowy, realizowany w USA w latach 1988–1991. W Polsce emitowała go Telewizja Polska.
Serial opowiada o przygodach rewolwerowca Ethana Corda, który z dnia na dzień musi zmienić tryb życia i zaopiekować się czwórką swoich osieroconych siostrzeńców.

## Obsada
| Aktor                  | Postać           |
| ---------------------- | ---------------- |
| Lee Horsley            | Ethan Allen Cord |
| Jenny Beck             | Claire Carroll   |
| Matthew Newmark        | Joseph Carroll   |
| Brian Lando            | Benjamin Carroll |
| Michael Patrick Carter | George Carroll   |
| Sigrid Thornton        | Amelia Lawson    |
| Dehl Berti             | John Taylor      |
| John F. Bloom III      | Tiny             |

W mniejszych rolach i epizodach wystąpili m.in.: William Smith, Milla Jovovich, Mako, Charles Napier, Mitch Pileggi.